# Cyphon derelictum
Cyphon derelictum is een keversoort uit de familie moerasweekschilden (Scirtidae). De wetenschappelijke naam van de soort werd in 1931 gepubliceerd door Paul de Peyerimhoff de Fontenelle.